# Lournand
Lournand ist eine französische Gemeinde mit 319 Einwohnern (Stand: 1. Januar 2022) im Département Saône-et-Loire in der Region Bourgogne-Franche-Comté (vor 2016 Burgund). Die Gemeinde gehört zum Arrondissement Mâcon und zum Kanton Cluny.

## Geografie
Lournand liegt etwa 20 Kilometer nordwestlich von Mâcon und etwa 35 Kilometer südsüdwestlich von Chalon-sur-Saône.
Nachbargemeinden von Lournand sind Flagy im Norden und Nordwesten, Massilly im Nordosten, Cortambert im Osten, Cluny im Süden sowie La Vineuse sur Fregande im Westen.

## Bevölkerungsentwicklung
| Jahr                      | 1962 | 1968 | 1975 | 1982 | 1990 | 1999 | 2006 | 2011 | 2016 |
| Einwohner                 | 336  | 335  | 318  | 320  | 301  | 319  | 347  | 328  | 332  |
| Quelle: Cassini und INSEE |      |      |      |      |      |      |      |      |      |

## Sehenswürdigkeiten
- Kirche Sainte-Marie (Notre-Dame-de-l’Assomption)
- Burgruine Lourdon aus dem 9. Jahrhundert

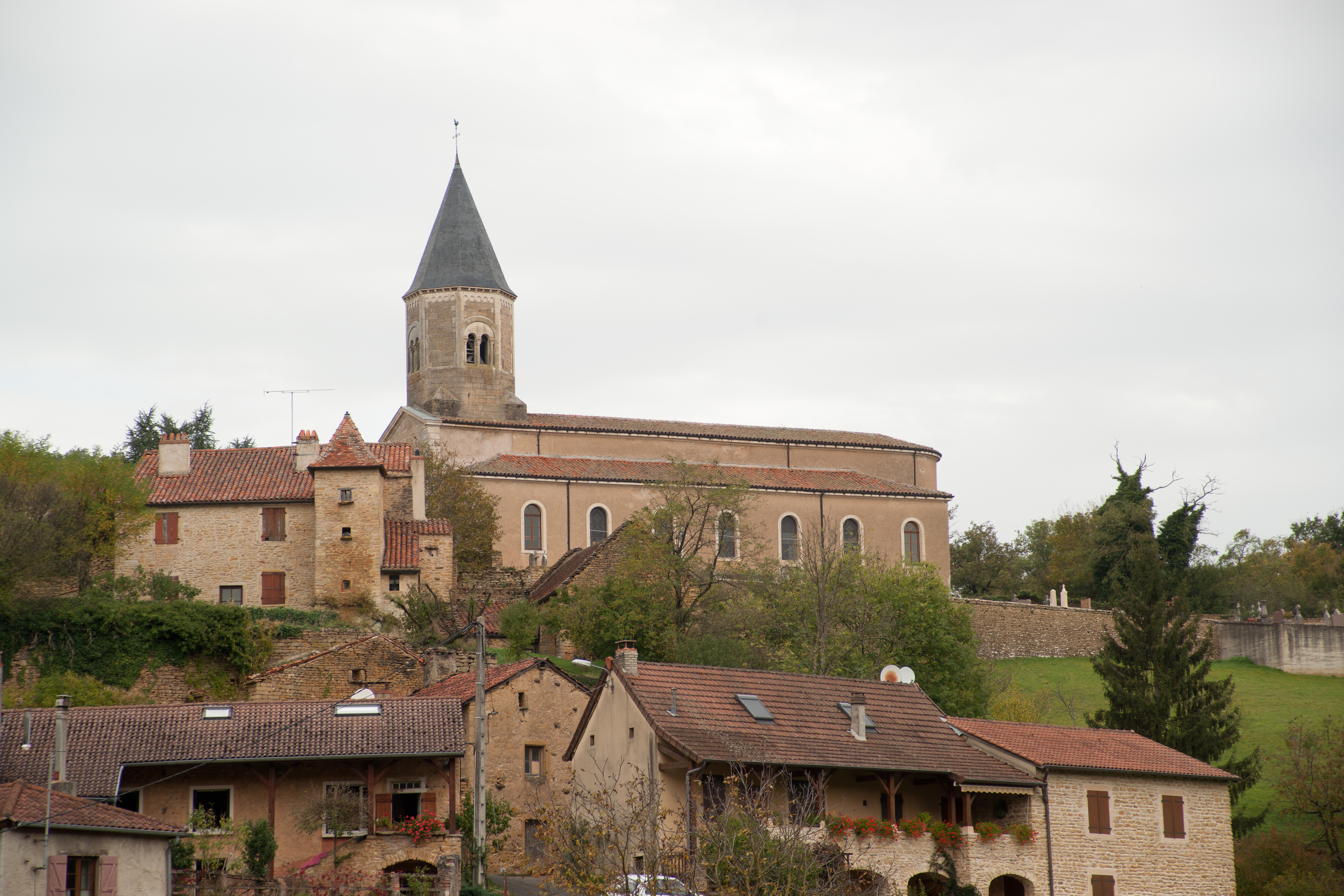
Kirche Sainte-Marie (Notre-Dame-de-l’Assomption)
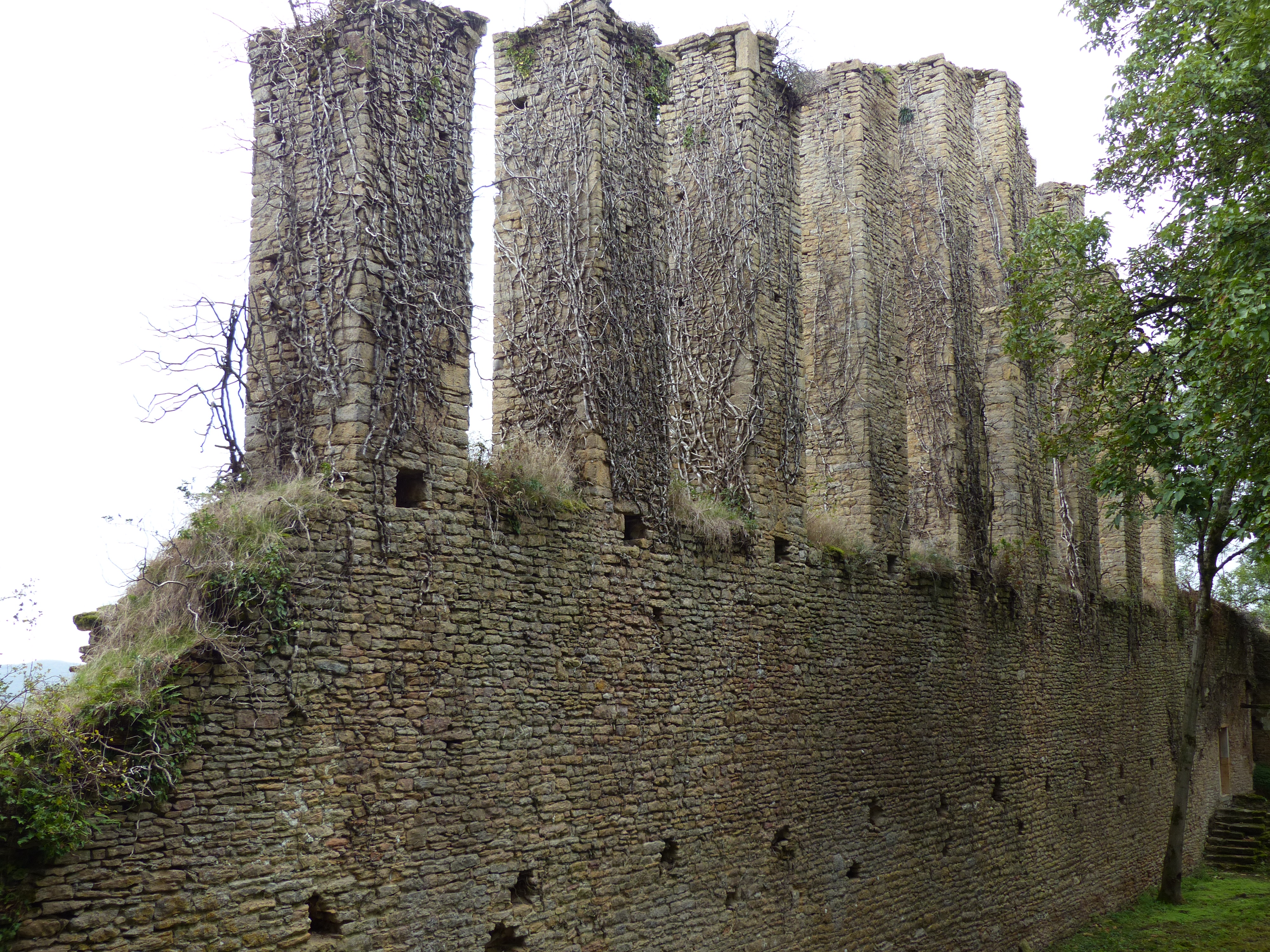
Burgruine Lourdon